# Kluczbork
Kluczbork (in slesiano Kluczborek, in tedesco Kreuzburg) è un comune urbano-rurale polacco del distretto di Kluczbork, nel voivodato di Opole.
Ricopre una superficie di 217 km² e nel 2004 contava 38 985 abitanti.
Attraverso Kluczbork scorre il fiume Stobrawa, che sfocia nell'Oder.